# Konrad Schubert (Fußballspieler)
Heinz Konrad Schubert (* 27. Juni 1927 in Lauter/Sa.; † 2. Mai 2017) war ein deutscher Fußballspieler in Sachsen. In den 1950er Jahren spielte er in der DDR-Oberliga für Empor Lauter.

## Sportliche Laufbahn
Nach der Rückkehr aus dem Wehrdienst im Zweiten Weltkrieg spielte Schubert ab 1947 als Verteidiger für SG Lauter Fußball. Mit seiner Mannschaft gewann er 1949 mit einem 5:0-Sieg über Wismut Aue den Erzgebirgspokal. 1950 wurde er mit der SG Westsachsenmeister und stand im Aufgebot der Mannschaft, die in den Entscheidungsspielen um die Sachsenmeisterschaft dem SG Dresden-Mickten unterlag, jedoch auch als zweiter die Qualifikation für die neue zweitklassige DS-Liga schaffte. In den DS-Liga wurde der von den Fans als „Sense“ bezeichnete Schubert in 31 von 40 Partien von Lauter, seit Mai 1951 unter veränderter Trägerschaft als BSG Empor Lauter, zwischen 1950 und 1952 eingesetzt. Als Sieger der DS-Liga-Saison 1951/52 stieg Empor Lauter in die Oberliga auf. Dort gehörte Schubert noch zum erweiterten Stamm der Mannschaft, bis diese im Oktober 1954 nach Rostock umgesiedelt wurde. Schubert blieb anders als etliche im Erzgebirge. Er schloss sich der Fußballmannschaft in Bernsbach an, die damals in der Bezirksliga spielte. Später kehrte er nach Lauter, zum neugegründeten BSG Motor Lauter, mit der er 1959 in die Bezirksliga aufstieg. Nach Beendigung seiner aktiven Karriere, trainierte er ab 1962 einige Jahre die erste Mannschaft seiner Heimatstadt.